# 松山城 (伊予国)
松山城是愛媛縣松山市的日本城堡，別名「金亀城」、「勝山城」。為了與日本其他的松山城區分，也稱作「伊予松山城」。遺址的大部分區域目前作為公園開放。包括大天守（日本12座現存天守之一）在內的21座現存建築物被指定為國家重要文化財產，城郭的遺構為國之史蹟。目前以木造結構重修了22座建築，包括於1933年火災中焚毀的小天守等5座建築。松山城被收錄於2009年米其林指南的綠色封皮觀光版中，評價為2星。

## 概要
松山城位於松山市中心。本丸在勝山（城山）山頂，而二之丸、三之丸在山腳下的平地，是一座平山城。位於山頂本壇的大天守是日本12座現存天守之一。其天守為連立式，也與姬路城堡並列三大連立式平山城之一。到1933年為止松山城仍有40座古代建築留存，但由於數次火災，自1949年起僅餘21座，現存古建築物數量僅次於京都府的二條城（28座）。
松山城留存的古建築有幕末重建的大天守、現存甚少的望樓型二重櫓之的野原櫓（騎馬櫓）以及位於本丸的深达44米的水井等。

## 構造

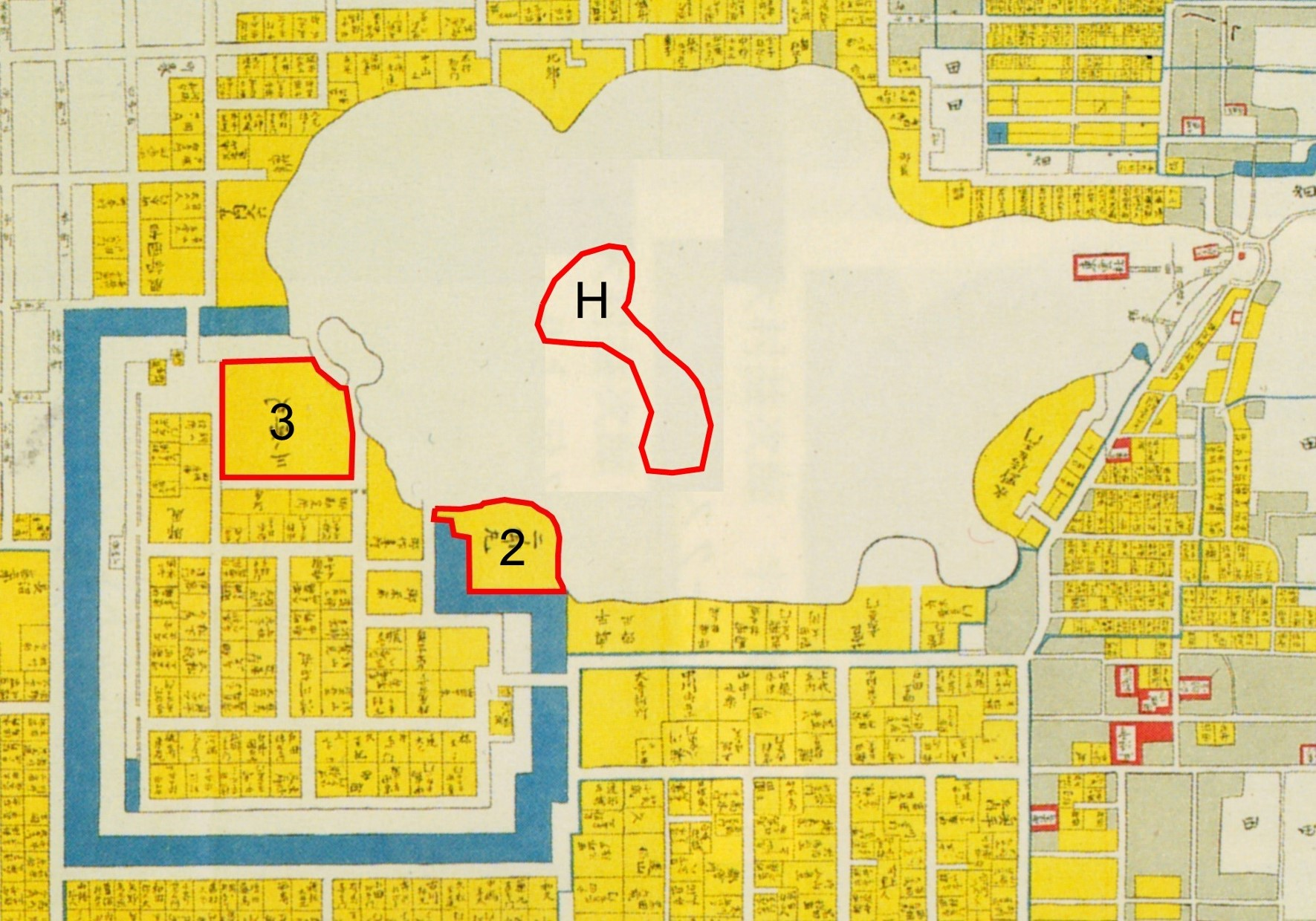
松山城古圖。中間白色部分為勝山（城山），寫有H、2、3的紅圈為本丸、二之丸、三之丸。現在本丸和二之丸位置與之基本一致，三之丸範圍為方形外堀內的全部區域。

本丸位於山頂，西南側山腳下為二之丸，再向下延伸到平地部分為三之丸。北曲輪、東南曲輪位於各自方向的山腳。三之丸外築有6米高的土壘，北側和東側的虎口處為石垣結構。本丸和二之丸之間的山坡上建有2道石垣（登り石垣），用以防備敵軍從山坡側向侵入本丸和二之丸之間的大手城道。本丸北部有稱作本壇的天守曲輪，其內有大天守、小天守、南隅櫓、北隅櫓，大天守與另外三座建築之間有渡櫓（連廊）相連，構成連立式天守結構。

## 觀光

### 登城
松山城本丸位於市區中心的標高約132米的山頂。登山路徑有4條，普通遊客通常走的路線從東側東雲口開始，可以步行途徑東雲神社上山，也有索道。其他的線路多為當地人散步所用，除了縣廳后登城道之外其他的登山道的路面未經修整。
距離松山城索道東雲口站最近的車站是伊予鐵道路面電車的大街道站（少爺列車也經過此站），徒步約需5分鐘。大街道站的北側是索道站入口，東側有派出所和伊予鐵道的的士乘車處。此外，索道東雲口站1樓有年中無休的觀光安內所。

### 交通
伊予鐵道販售松山城和道後溫泉本館以及市內路面電車、市中心巴士一日票的套票，稱作「松山城下周邊套票」（日语：松山城下めぐりきっぷ）。
從松山的主要交通樞紐前往松山城的交通方式如下。
- 松山機場
  - 搭乘開往道後溫泉站前的觀光巴士，在大街道站下車，行車約30分鐘。
- JR四國予讚線松山站
  - 搭乘前往道後溫泉的伊予鐵道市內電車，在大街道站下車，行車約10分鐘。
- 伊予鐵道松山市站
  - 搭乘前往道後溫泉或環狀線大街道方面的伊予鐵道市內電車，在大街道站下車，行車約6分鐘。或者前往道後溫泉的少爺列車，在大街道站下車，行車約7分鐘。
- 松山觀光港
  - 搭乘開往道後溫泉站前的觀光巴士，在大街道站下車，行車約30分鐘。
- 三津濱港
  - 搭乘開往松山市站的伊予鐵道巴士，在松山市站下車，行車約40分鐘。之後參看前述的從伊予鐵道到松山城的交通方式。

### 景點服務
- 參觀時間：9:00 - 16:30（不同季節有所變化）。晚間仍然開門。
- 參觀所需時間：從索道東雲口站開始90分鐘以上。
- 門票：天守閣門票520日元，索道往返車票520日元，均為成人票價。
- 休息日：年中無休。年末12月29日因掃除會關門。
- 停車場：松山城停車場（收費，可停大型巴士）等。
- 無障礙通道：有數人陪伴時，輪椅使用者可以到達本丸廣場。
- 遊覽指南：有導遊志願者和路口問訊處。
- 體驗活動：大天守1樓有免費的鎧甲試穿場所。
- 城郭祭典（日语：お城まつり）：每年4月的第一個週五、週六、週日。週日有武者、大名行列。

## 圖集
- 天守阁
- 天守閣入口
- 观塔
- 松山城堡的索道